# Distretto di Gulou (Kaifeng)
Il distretto di Gulou (鼓楼区S, Gǔlóu QūP) è un distretto della Cina, situato nella provincia di Henan e amministrato dalla prefettura di Kaifeng.